# NEC PC 6001 MK 2 SR
NEC PC 6001 MK 2 SR (PC 6001 MK 2 SR) је кућни рачунар, производ фирме NEC који је почео да се израђује у Јапану током 1984. године.
Користио је PD 780C-1 (Z80 клон) као централни микропроцесор а РАМ меморија рачунара PC 6001 MK 2 SR је имала капацитет од 64 KB. 

## Детаљни подаци
Детаљнији подаци о рачунару PC 6001 MK 2 SR су дати у табели испод.
|                       | |
| [ 1 ]                 | |
| Произвођач            | |
| Тип                   | кућни рачунар |
| Меморија              | 64 KB |
| Поријекло             | Јапан |
| Година                | 1984 |
| Тастатура             | тастатура са пуним помаком тастера, стандардни распоред, 64 тастера, 5 функцијских тастера, 4 тастера смјера, кана тастер |
| Процесор              | |
| Фреквенција процесора | 3,58 |
| RAM                   | 64 KB |
| ROM                   | 32 (N66SR Basic) + 32 (N66 Basic) + 16 (графички знакови) + 32 (ROM за кинеске знакове) + 32 (опциони синтитајзер говора) |
| Текст                 | 32 x 16, 40 x 20, 40 x 25, 80 x 20, 80 x 25                                                                               |
| Графика               | 64 x 48, 128 x 192, 160 x 200, 256 x 192, 320 x 200 (15 боја), 640 x 200 (4 боје)                                         |
| Боја                  | 15 боја највише |
| Звук                  | уграђени звучник, генератор звука (3 гласа, 8 октава)                                                                     |
| Димензије             | 368 x 87 x 285 / 3,3 |
| Портови               | |
| Оперативни систем     | |